# Karl Erland von Hofsten
Karl Erland von Hofsten, född 21 augusti 1817 i Björsäters socken, Skaraborgs län, död 26 februari 1889 i Klara församling, Stockholm, var en svensk jurist.
von Hofsten var assessor i Göta hovrätt, notarie hos borgarståndet vid 1844–1845 års riksdag, revisionssekreterare och justitieråd i Högsta domstolen 1862–1888. Han blev kommendör med stora korset av Nordstjärneorden 1877.